# Рог (Октябрьский район)
Рог (бел. Рог) — деревня в Октябрьском районе Гомельской области Беларуси. В составе Волосовичского сельсовета.

## География

### Расположение
В 31 км на юго-восток от Октябрьского, 34 км от железнодорожной станции Рабкор (на ветке Бобруйск — Рабкор от линии Осиповичи — Жлобин), 260 км от Гомеля.

## Гидрография
На юге и западе сеть мелиоративных каналов.

## Транспортная сеть
Транспортные связи по просёлочной, затем автомобильной дороге Октябрьский — Озаричи. Планировка состоит из прямолинейной меридиональной улицы, которая на юге присоединяется к короткой, прямолинейной, широтной улице. Застройка двусторонняя, деревянная, неплотная, усадебного типа.

## История
По письменным источникам известна со 2-й половины XIX века как хутор в Лясковичской волости Бобруйского уезда Минской губернии. В начале XX века действовали школа и кирпичный завод.
В 1925 году в Волосовичском сельсовете Озаричского района Мозырского округа. В 1930 году организован колхоз, работали кузница и стальмашня. Во время Великой Отечественной войны в апреле 1942 года немецкие оккупанты сожгли 25 дворов и убили 42 жителя. В боях за деревню и окрестности погибли 90 советских солдат (похоронены в братской могиле в центре деревни). 44 жителя погибли на фронте. Согласно переписи 1959 года в составе колхоза имени М. Горького (центр — деревня Дербин); работал магазин.

## Население

### Численность
- 2004 год — 36 хозяйств, 61 житель.

### Динамика
- 1925 год — 49 дворов.
- 1940 год — 160 жителей.
- 1959 год — 189 жителей (согласно переписи).
- 2004 год — 36 хозяйств, 61 житель.

## Достопримечательность
- Братская могила (номер воинского захоронения 3650)[2].
  - Обелиск на братской могиле воинов, погибших в годы Великой Отечественной войны[2].